# Episodi di Un ciclone in famiglia (prima stagione)
La prima stagione di Un ciclone in famiglia è stata diretta da Carlo Vanzina e trasmessa da Canale 5 dal 2005. Il successo della serie ha permesso la realizzazione di altre tre stagioni.
| nº | Titolo italiano | Prima TV Italia  |
| -- | --------------- | ---------------- |
| 1  | Prima puntata   | 18 gennaio 2005  |
| 2  | Seconda puntata | 25 gennaio 2005  |
| 3  | Terza puntata   | 1º febbraio 2005 |
| 4  | Quarta puntata  | 8 febbraio 2005  |

## Prima puntata
La famiglia Fumagalli, del lago di Como, va a trascorrere una vacanza nei parchi canadesi. Un giorno arriva la famiglia romana Dominici. Subito i due capi famiglia, Lorenzo Fumagalli e Alberto Dominici, cominciano a bisticciare. Il romano prova subito una grandissima amicizia nei confronti del comasco, che, però, non è pienamente ricambiata. Lorenzo cerca in tutti i modi di evitare la famiglia romana, ma senza successo.
Tra Ludovica, la figlia diciassettenne del Fumagalli, e Alessio, figlio diciottenne dei Dominici, scoppia l'amore e durante una gita in barca lei rimane incinta. Tornati a casa, lo dicono alle famiglie le quali si arrabbiano molto, in particolare Lorenzo che se la prende soprattutto con Alberto, che in realtà non c'entra niente. Durante la notte stessa i due, infuriati per la reazione delle famiglie, scappano e vanno dalla sorella più grande di lei, Lisa, a Monaco di Baviera. 
I due padri di famiglia, dopo non poche vicissitudini, li inseguono e raggiungono l'appartamento della ragazza. I due giovani dicono che vogliono sposarsi, e così fanno fra le lacrime di gioia del padre. In luna di miele vanno a Bora Bora, ma dopo poco la ragazza torna a casa piangendo perché un giorno trova Alessio a letto con Jennifer, istruttrice di wind surf.
- Ascolti: 5.775.000 - 21,27%

## Seconda puntata
Il figlio di Ludovica e Alessio nasce e si chiama Lorenzino, in onore al padre di lei e, dopo la nascita del bambino, arrivano i Dominici con Alessio. Ludovica decide di perdonare il marito, e così comincia una nuova vita per la coppia. Intanto, altri guai per Lorenzo al Multiplex: due dipendenti del cinema danno le dimissioni e vengono sostituiti da Alessio.
A Roma per affari, i Fumagalli vengono invitati a cena dai Dominici, dove Alberto dichiara alla moglie e agli ospiti il fallimento del negozio. Così i Dominici sono costretti ad andare a vivere dai Fumagalli, nella dépendance, e così Alberto deve andare a lavorare nel Multiplex del consuocero assieme ad Alessio. Durante la convivenza insieme, Lorenzo e Alberto non fanno che litigare.
L'estate la passano tutti in un villaggio in Sardegna. Durante il soggiorno, si scopre che Alberto, per rimettere in sesto le finanze, si è indebitato con uno strozzino. Nonostante ciò, tutto sembra andare bene finché Alessio tradisce ancora Ludovica con un'animatrice del villaggio proprio sotto i suoi occhi.

Curiosità: Durante la scena mentre Lorenzo Fumagalli spiega all’inserviente del cinema la programmazione dei film natalizi cita Massimo Boldi, attore che interpreta il personaggio di Lorenzo Fumagalli nella fiction.
- Ascolti: 6.374.000 - 23,96%

## Terza puntata
Dopo il tradimento di Alessio, Ludovica decide di lasciarlo definitivamente. La sentenza in tribunale stabilisce la separazione fra i due coniugi e il divieto per Alessio di vedere il figlio Lorenzino. A quel punto Alberto si sente male, viene colto da un attacco cardiaco e portato all'ospedale, ma si riprende subito.
Dopo qualche ora, però, alle due famiglie viene comunicata una notizia terribile: Alberto è malato terminale, morirà fra sei mesi. Simonetta, moglie di Alberto, preferisce non dire nulla al marito per non rovinargli gli ultimi mesi di vita.
Subito dopo però i medici dell'ospedale si accorgono di aver commesso un terribile errore: hanno scambiato la cartella clinica del sanissimo Alberto con quella di un malato terminale. Pur arrabbiandosi molto per l'equivoco, Alberto, che viene messo a conoscenza dell'errore, decide di non rivelarlo alle famiglie, che lo credono sul letto di morte, di essere sano, perché spera che il figlio Alessio e Ludovica si rimettano insieme.
Lorenzo decide, a malincuore, di far avverare il grande sogno di Alberto: andare in Africa, dove restano per un po' di tempo. Durante il soggiorno, Alessio e Ludovica, rimasti a casa, decidono di rimettersi insieme per la terza volta. Per la gioia, Alberto decide di rivelare lo scambio di cartelle, e il fatto che lui sta benone. Ma Lorenzo non la prende troppo bene e, particolarmente irritato, decide di tornare in Italia in anticipo. Alberto e la moglie Simonetta decidono invece di rimanere in Africa ancora per qualche settimana.
Tornati a casa, i Fumagalli fanno un grande favore ad Alessio: gli comprano un negozio, per ricominciare l'attività del padre Alberto. La vita trascorre felice per un po' (disturbata solo dal nuovo cane di Lauretta, un terremoto di nome Goloso) ma un giorno, Lorenzo sorprende Alessio in compagnia di una bella ragazza, che si rivela essere una spogliarellista. Subito Lorenzo pensa al tradimento, ma in realtà si scopre che Alessio aveva solo assoldato la ragazza per esibirsi a una festa a sorpresa organizzata per Lorenzo, in occasione del suo compleanno.
Ludovica comincia presto a sentire il peso di mamma, così Alessio le suggerisce di staccare un po' andando a Monaco di Baviera in occasione della laurea della sorella Lisa. A Monaco, in discoteca, Ludovica conosce Hubertus, giovane e ricchissimo rampollo di una delle più nobili famiglie tedesche, che, attratto da lei, presto riesce a conquistarla e la mattina dopo, Lorenzo, prima della partenza per Como, la trova a letto con il principe.

## Quarta puntata
Ludovica torna a casa, ma non riesce a smettere di pensare al principe. Dopo qualche giorno, infatti, lascia ancora una volta il povero Alessio e viene invitata da Hubertus, assieme ai genitori, in una delle sue ville a Cortina d'Ampezzo, dove conosce la madre e il padre del principe. Durante uno dei tanti ricevimenti, Lorenzo e Tilly incontrano, con sorpresa, i Dominici, che intanto hanno fatto fortuna in Sudafrica e sono ospiti di un amico.
Dopo un po', fra Ludovica e Hubertus le cose cominciano a non girare bene. Durante una caccia al tesoro organizzata in giardino, il principe s'infuria in maniera eccessiva per la sconfitta, e quella sera, usciti insieme in un ristorante, Hubertus incontra degli amici con i quali si ubriaca, lasciando sola Ludovica che torna alla villa, e quando il principe fa ritorno a casa, del tutto brillo, cerca di aggredirla. A nulla servono le scuse dei genitori del principe: i Fumagalli se ne vanno immediatamente, indignati e la relazione viene troncata immediatamente.
Al lago di Como, Ludovica si fidanza con Paolo, un ragazzo napoletano conosciuto a Cortina. Intanto gli affari cominciano ad andar male per Lorenzo: il sindaco gli comunica che un'impresa americana ha intenzione di costruire una "città del cinema" proprio a due passi dal Multiplex di Lorenzo, che è costretto a venderlo. Sembra la fine, ma Paolo propone ai Fumagalli di vivere di rendita e lasciare a lui il controllo dei beni. Lorenzo accetta, ma ignora che Paolo è un truffatore, tra l'altro sposato, e i Fumagalli si ritrovano all'improvviso rovinati. 
Costretti a vendere la casa, si trasferiscono momentaneamente in Sudafrica dagli ex-consuoceri. Lorenzo qui ricomincia a lavorare per ricostruire il patrimonio. Ma ben presto i Fumagalli si ritrovano di nuovo i Dominici come consuoceri: infatti, i due primogeniti delle famiglie, Lisa Fumagalli e Adriano Dominici, si sono messi insieme, e Lisa aspetta un bambino.
- Ascolti: 6.616.000 - 25,18%